# Риу-Калду
Ри́у-Ка́лду (порт. Rio Caldo) — район (фрегезия) в Португалии, входит в округ Брага. Является составной частью муниципалитета Терраш-ди-Бору. Находится в составе крупной городской агломерации Большое Минью. По старому административному делению входил в провинцию Минью. Входит в экономико-статистический субрегион Каваду, который входит в Северный регион. Население составляет 993 человека на 2001 год. Занимает площадь 11,64 км².